# Juan de Tovar
Juan de Tovar ou Juan Fernández de Tovar, depois conhecido como Martín Fernández de Tovar ( — 1500), foi um nobre castelhano, pertencente à Casa de Tovar, senhor das vilas de Cevico de la Torre e Caracena, e guarda-mor do rei Henrique IV de Castela. Após a morte do monarca, não reconheceu como soberana a meia irmã deste, a princesa Isabel, juntando-se ao partido do Marquês de Vilhena, Juan de Pacheco e do Arcebispo de Toledo, Alfonso Carrillo, pela causa de sua alegada filha, Joana de Trastâmara, e de seu marido Afonso V, rei de Portugal. Por este motivo teve os senhorios de Cevico e Caracena confiscados em 1489 pelos Reis Católicos, que o sentenciaram à morte, tendo fugindo para França no ano seguinte. Em Portugal ficou conhecido pelo nome de Martim Fernandes de Tovar, por se ter alinhado com D. Afonso V contra os Reis Católicos pela causa de Joana de Trastâmara, e como pai do navegador Sancho de Tovar, sendo o tronco da família Tovar nesse país.

## Família
Nasceu com o nome de Juan, filho de Sancho Fernández de Tovar, senhor de Cevico, e guarda-mor de João II de Castela, um ramo cadete da Casa de Tovar. Seu pai, Sancho de Tovar, surge já documentado em 1432 na posse desse senhorio. Em 1449, Sancho de Tovar, "filho de Juan de Tovar", renuncia no conde de Urueña, Juan Téllez-Girón, a todos os direitos que tinha no morgadio da Casa de Tovar. Juan de Tovar, o avô paterno, com o mesmo nome do neto, era igualmente senhor das vilas de Cevico e Caracena, e guarda-mor de João II de Castela. Casara com D. Catarina Manuel, filha de D. Pedro Manuel, Rico-Homem e senhor das vilas de Monte-Alegre e Meneses, e de sua mulher D. Juana Manrique. Segundo Salazar y Castro, era ainda bisneto paterno de Sancho de Tovar, senhor de Cevico e guarda-mor do reino, e de D. Teresa de Toledo.
Em 1460 Juan de Tovar contraiu matrimónio com D. Leonor de Vilhena, recebendo de sua futura esposa um dote de 700 mil maravedis, prometendo-lhe por sua vez, em título de arras, 200 mil maravedis. Leonor era portuguesa e de família nobre: Irmã de Rodrigo Afonso de Melo, Conde de Olivença,  ambos parte da numerosa prole de Martim Afonso de Melo, guarda-mor d'El-Rei D. Duarte, alcaide e fronteiro de Olivença, e senhor de Ferreira de Aves, falecido antes de 1469, e D. Margarida de Vilhena. Pela parte paterna era neta de outro Martim Afonso de Melo, guarda-mor de D. João I e alcaide-mor de Évora, e de D. Beatriz Pimentel, filha de João Afonso, senhor de Bragança. Pela parte materna, era neta de Rui Vaz Coutinho.

## Senhor de Cevico de la Torre e Caracena

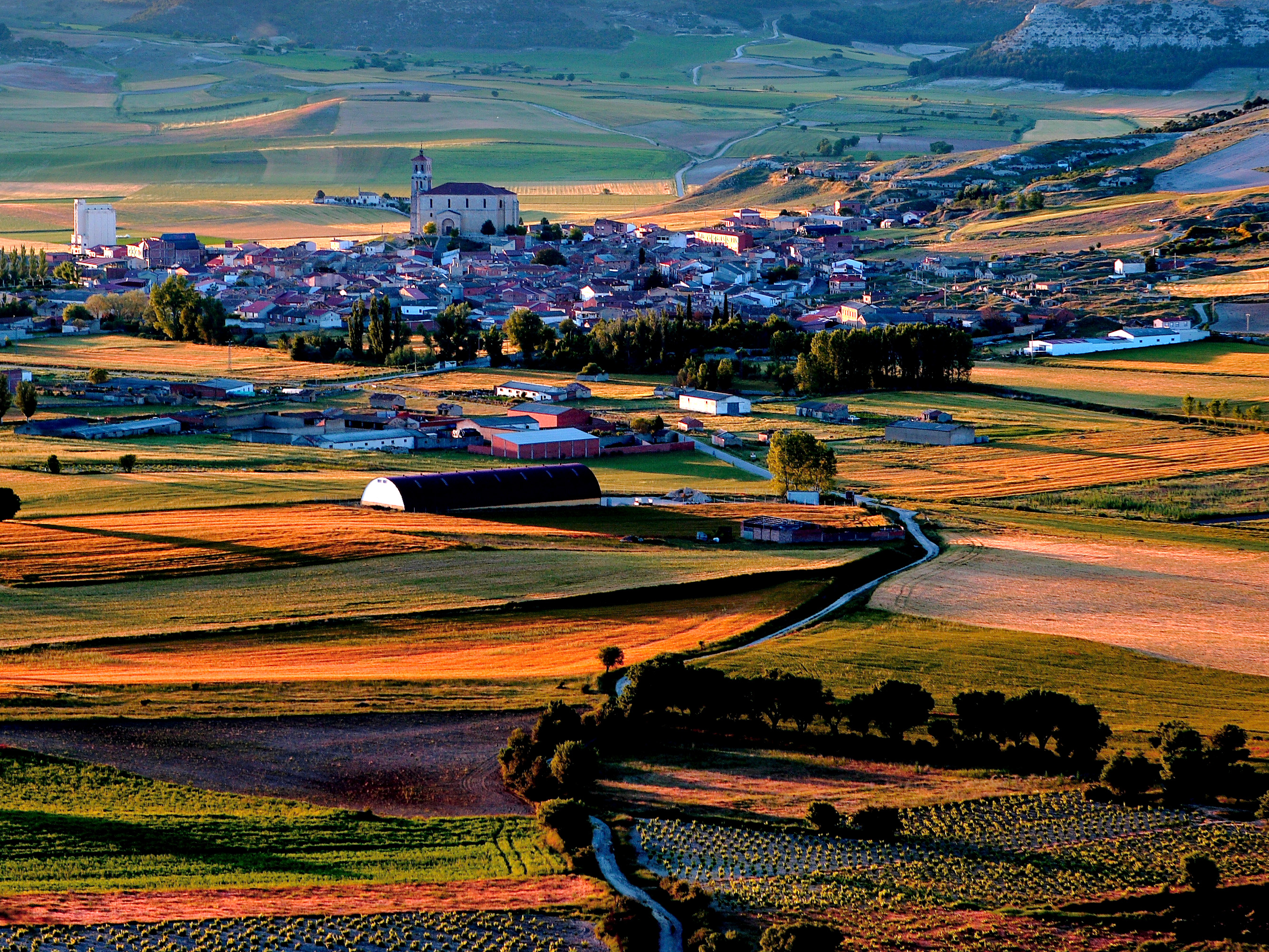
Vista de Cevico de la Torre, na Província de Palência, Castela e Leão

Em 1465 já era senhor das vilas de Cevico de la Torre e Caracena, como se atesta em 2 de Abril daquele ano, quando Henrique IV de Castela concede a Juan Fernández de Tovar, senhor de Cevico de la Torre e Caracena, filho e sucessor de Sancho de Tovar, já falecido, 40.000 maravedis anuais de tença para manter 20 lanças ao seu serviço. Os senhorios de Cevico de la Torre e Caracena andavam na linhagem dos Tovar desde 8 de Junho de 1368, data em que Henrique II de Castela, por alvará passado em Real sobre Toledo, as concedeu ao seu guarda-mor Sancho Fernández de Tovar, bisavô de Juan e irmão do Almirante-mor de Castela Fernando Sánchez de Tovar. É possível que o senhorio de Cevico teria sido inicialmente parte do senhorio de Barlanga, propriedade do ramo principal dos Tovar, desmembrando-se deste por forma a favorecer algum ramo secundário desta linhagem.

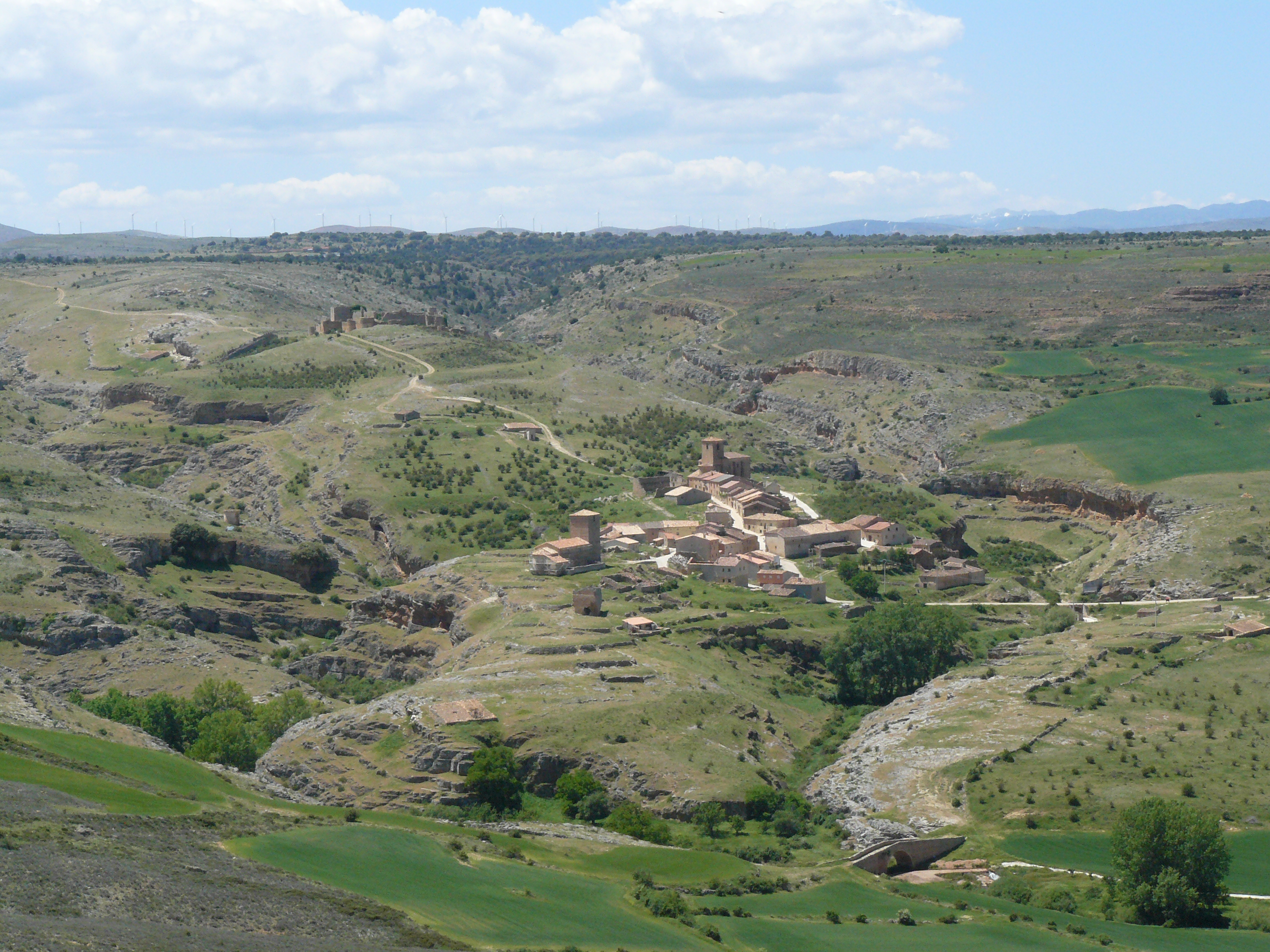
O pequeno povoado de Caracena, na Província de Sória. Ao fundo, a pouca distância do povoado, pode ver-se o castelo de Caracena, pertença daquele senhorio

Apesar de somente se documentar na posse do senhorio em 1465, Juan já antes dessa data estava envolvido na administração do senhorio. Em 1460 entregou em censo perpetuo o moinho de Rebollosa de Pedro aos concelhos de Manzanares, Sotillos e Tiermes, lugares pertencentes à jurisdição de Caracena, com a condição de que lhe pagassem anualmente por dia de São Miguel 75 alqueires de pão, a saber: 50 de trigo e 25 de centeio, autorizando ainda os moradores dessas três aldeias que pudessem cortar madeira de todos os montes de Caracena, sempre que o seu destino fosse para uso do moinho, e obrigando a todos os moradores dos três concelhos a que dessem os peões que fossem necessários para as obras do moinho, proibindo-os terminantemente de poderem fazer uso da água desse moinho para regar suas hortas, prados e terras de pão, salvo aos sábados e domingos.
As relações do senhor de Caracena com as vilas senhoriais próximas das suas terras nem sempre foram cordiais. Na década de 1460, aproveitando-se das más relações entre Juana Pimentel, viúva de D. Álvaro de Luna, e Henrique IV, Juan de Tovar invadiu por diversas vezes as terras de San Esteban de Gormaz, roubando e saqueando os humildes camponeses do condado. Estas pilhagens e saques continuaram até Juana de Luna, herdeira da linhagem de D. Álvaro, contrair matrimónio com Diégo Lopez Pacheco, primogénito do Marquês de Vilhena, Juan Pacheco. Este, agindo em nome de sua nora, respondeu à violência iniciada por Tovar com mais violência, invadindo-lhe as terras e apoderando-se da aldeia de Inés, obrigando-o assim a assinar a paz. A 20 de Abril de 1468 Juan de Tovar viu-se obrigado a aceitar as condições de impostas por Juan Pacheco: a aldeia de Inés, e Francisco de Tovar, primogénito do senhor de Caracena, ficariam em poder de seu primo Juan de Tovar, senhor de Berlanga, durante um ano, como garantia de que a paz assinada entre ambos não seria violada, passado o qual tempo voltariam à posse e companhia de Tovar.

## Perda do senhorio de Caracena
Alguns anos depois, Juan de Tovar, então guarda-mor de Henrique IV, acabaria por perder o seu senhorio de Caracena. Após a morte daquele soberano, Juan de Tovar não só não reconheceu a princesa Isabel como rainha de Castela, como juntou-se ao bando do marquês de Vilhena e do Arcebispo de Toledo, Alfonso Carrillo, que apoiavam como rainha Joana, a Beltraneja. Após a derrota do marquês de Vilhena na Batalha de Toro, os Reis Católicos acertaram as pazes com Tovar e outros cavaleiros que haviam seguido a sorte de Diego López Pacheco, decidindo ser clementes com os sublevados. Juan de Tovar foi perdoado por diploma dado em Toro a 10 de Dezembro de 1476. As hostilidades, no entanto, não cessaram. Ao invés, muitos dos cavaleiros perdoados e momentaneamente reintegrados na obediência real voltaram-se novamente contra os monarcas. Desta maneira, em 1478, quando ocorreu a segunda tentativa do Arcebispo Alfonso Carrillo para ressuscitar o partido da Beltraneja, Juan de Tovar, que se já fazia então chamar de Martín Fernández de Tovar, era um dos conjurados, dando cobertura a uma nova invasão de Castela por Afonso V de Portugal, e ocupando a vila de Alcalá de Henares em nome da Beltraneja..

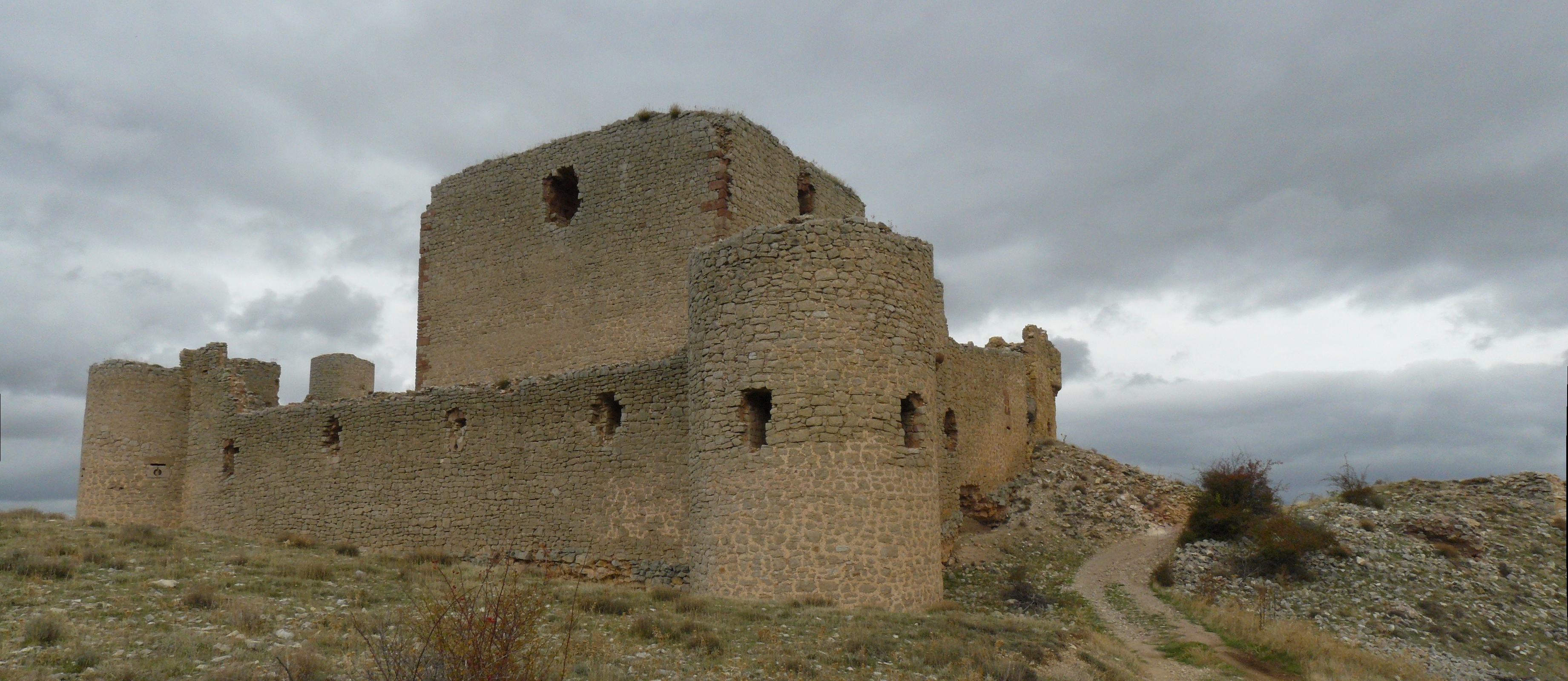
O castelo medieval de Caracena foi um dos palcos das lutas entre os Tovar e os Acuña no século XV. Tomado e confiscado por D. Pedro de Acuña, Conde de Buendía, este acordou com Fernando de Tovar, senhor de Caracena, a sua demolição. Após a aquisição do senhorio em 1491 por Alfonso Carrillo, senhor de Maqueda, o castelo foi reconstruído segundo as técnicas da época, adaptando-o ao uso da artilharia.

A derrota final do exército português e seus partidários trouxe como consequência duros castigos para estes últimos: Diego López Pacheco perdeu grande parte das vilas e terras do Marquesado de Vilhena; Juan de Tovar foi sentenciado à morte, e à perda total dos seus senhorios, confiscados pela Coroa Espanhola. De nada valeram os protestos de Tovar que, vendo-se perdido, tentou vender Cevico de la Torre e Caracena. A 26 de Janeiro de 1486 os Reis Católicos emitiram um decreto aos concelhos de Medina del Campo, Tordesilhas e Dueñas proibindo que alguém lhe pudesse comprar lugares e terras, sob pena de os perder. A sua confiscação definitiva deu-se por diploma datado de 20 de Junho de 1489.
A vila de Caracena e o lugar de Inés foram posteriormente vendidos pelos Reis Católicos ao seu guarda-mor, Alfonso Carrillo de Acuña, senhor de Maqueda, parente do seu homónimo, Arcebispo de Toledo, que tomara parte nos combates contra Tovar e ajudara os seus parentes da Casa de Buendía a instalar-se na região do vale de Cerrato. Por esta e outras razões, nasceu uma rivalidade feroz entre os Acuña/Carrillo e os Tovar, que teria como cenário tanto as terras de Palencia como as da Andaluzia, podendo mesmo falar-se de uma verdadeira guerra senhorial. Fernando e Isabel de Castela acabariam por condenar Juan de Tovar, confiscando-lhe os bens, favorecendo assim os seus inimigos.  A venda de Caracena e Inés concretizou-se a 26 de Marco de 1491. Na realidade, mais que uma venda propriamente dita, tratava-se de uma compensação pelos dezasseis milhões de maravedis que o Comendador-mor de Leão, Gutierre de Cárdenas, havia entregue a Alfonso Carrillo pela venda da vila toledana de Maqueda, importância que nunca chegou às mãos de Carrilho, uma vez que os Reis Católicos lhe pediram a entrega dessa importância para financiar o último assalto ao Reino de Granada. Os monarcas, em troca dessa quantia, haviam prometido a Carrillo que lhe entregariam mil vassalos em Sória, e um juro anual de 600.000 maravedis.  E até que a entrega dos vassalos se concretizasse, cederiam-lhe as rendas da vila de Molina e o juro de 600.000 maravedis situado em herdades de Sevilha e seus termos. Pouco depois, Isabel e Fernando concediam a Carrillo a vila de Caracena e o lugar de Inés, assim como as aldeias de Madruédano, Santa Maria de Val e Adanta, terras confiscadas a Juan de Tovar uns anos antes. Para além das vilas e lugares citados, os Reis Católicos compensaram-no ainda com um milhão e trezentos mil maravedis em efectivo, e um juro de 675.000 maravedis de renda anual, situados nas alcavalas de Alcalá de Guadaira, e de outras vilas e lugares dos termos de Sevilha. Deste modo, a partir de 1491 Caracena e Inés passaram a integrar os domínios de Alfonso Carrillo, que logo reconstruiu o demolido castelo de Caracena, nos domínios daquele senhorio, seguindo as técnicas da época e adaptando-o ao uso da artilharia.

## Desenvolvimentos posteriores

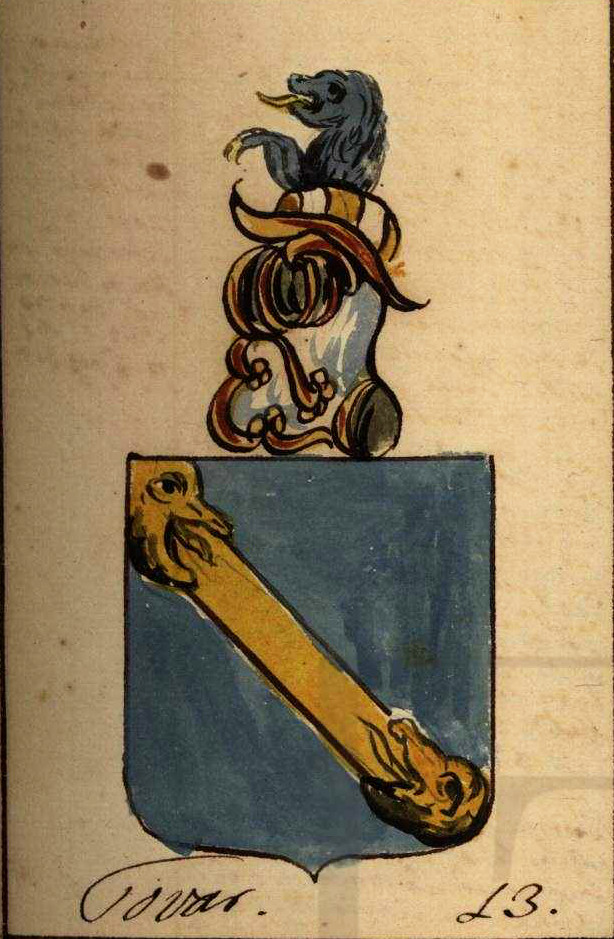
Armas dos Tovares de Portugal, que começam o seu título em Martim Fernandes de Tovar: "em campo azul uma banda de oiro saíndo da boca de duas cabeças de leões do mesmo metal; timbre: um leão nascente; as cabeças armadas de sangue", conforme as descreve Gonçalo Argote de Molina.

Ao contrário do que aconteceu com Caracena, a família conseguiu manter o senhorio de Cevico. Em 1480, Juan de Tovar, señor de Cevico de la Torre, é referido numa execução dada em Toledo a 8 de Março daquele ano, a favor dele, e de sua mulher D. Leonor de Vilhena, no pleito que pela posse da dita vila de Cevico sustinham com D. Diego Manrique e sua mulher D. Maria de Tovar. O primogénito do casal, Francisco de Tovar, herdou o senhorio de Cevisco, vindo a consorciar-se com D. Catalina Enríquez, filha de Alonso de Monroy e de D. Beatriz de Zuñiga, senhores de Velbis. Destes nasceu D. Francisco de Tovar, alcaide e capitão de La Goleta, na Tunísia, casado com D. Antónia de Vilhena, Dama da Rainha D. Leonor de França, último senhor de Cevisco da linhagem dos Tovar. Após a sua morte, por falta de herdeiros, foi este senhorio vendido a D. Juan Manuel, casado com D. Catarina de Castela, falecido entre 1535 e 1543. Foi ainda filho de Francisco e Catalina, D. Alonso de Tovar, Comendador de Lobon e de Villanueba de la Fuente, na Ordem de Santiago, embaixador em Portugal ao tempo de Filipe I.
Juan de Tovar fugiu para França em 1490, não sem antes ter renunciado aos seus direitos patrimoniais em Bernardino Fernández de Velasco, Condestável de Castela,  cunhado de sua prima D. Maria de Tovar, Filha do senhor de Berlanga, e herdeira do ramo principal das Casas de Tovar e Berlanga. Os seus filhos Francisco e Sancho de Tovar mais tarde protestaram pela pedra de Caracena, chegando o primeiro a encetar em 1522 uma demanda ao sucessor de Alfonso Carrillo, sem obter qualquer resultado. Em Outubro de 1493 seu filho Francisco Tovar documenta-se já como senhor de Cevico de la Torre.
Quase dois séculos após estes acontecimentos, Cristóvão Alão de Morais refere-os na sua Pedatura Lusitana, publicada em 1667. Alão abre o seu título de Tobares com Martim Fernandes de Tovar, "fidalgo castelhano que por homicídios se passou a este Reino", senhor de Cevico e Caracena, acrescentando em nota que "seguio as partes delRei D. A.º 5.º contra elRei D. Fr.do de Castella, por cujo mandado disê foi degolado" Em seguida, tratando de seu filho Sancho de Tovar, que diz ter passado à Índia na armada de Pedro Álvares Cabral, o qual o mandou a Sofala, acrescenta em nota que "matou o Letrado q mandou degolar seu pae cõ animo valeroso quis perder o senhorio do cevico". Esta última informação contraria tanto a documentação, como o referido por Salazar y Castro, segundo o qual o senhorio de Cevico não pertencia a Sancho, mas sim a seu irmão Francisco, primogénito de Juan de Tovar, em cuja linha seguiu, e em cuja posse de facto se documenta.

## Descendência
Segundo Salazar y Castro, na sua Historia Genealogica de la casa de Lara, Juan de Tovar, aí nomeado como Martin Fernandez de Tovar, teve, de sua mulher D. Leonor de Vilhena:
1. Francisco de Tovar, senhor de Cevico, "cuja ilustre sucessão depressa se extinguiu", entrando a vila de Cevico por compra na Casa Manuel;
2. Sancho de Tovar, Governador de Sofala, com ilustre descendência em Portugal, com sucessão em Castela na casa dos Marqueses de Castro-Fuerte e Orellana, e em Portugal nos Condes das Galveias;
3. D. Margarida Manuel, que foi Dama de Isabel I de Castela, e casando-se com Inigo López Carrillo de Mendonza, Vice-Rei da Sardenha, e filho segundo dos senhores de Torralva e Beteta, tiveram Gomez Carrillo, senhor de Ocentejo; e D. Teresa Carrillo de Mendonza, que casou com Gomez Davila, primeiro marquês de Velada, senhor de San Romàn, Villanueva, Guadamora e Ventosa.[21]